# Archiearis parthenias
Archiearis parthenias là một loài bướm đêm thuộc họ Geometridae. Loài này được tìm thấy ở châu Âu.
Sải cánh dài ca. 30–40 mm. Con trưởng thành bay từ tháng 2 đến tháng 5 tùy theo địa điểm.
Ấu trùng ăn bạch dương.

## Hình ảnh

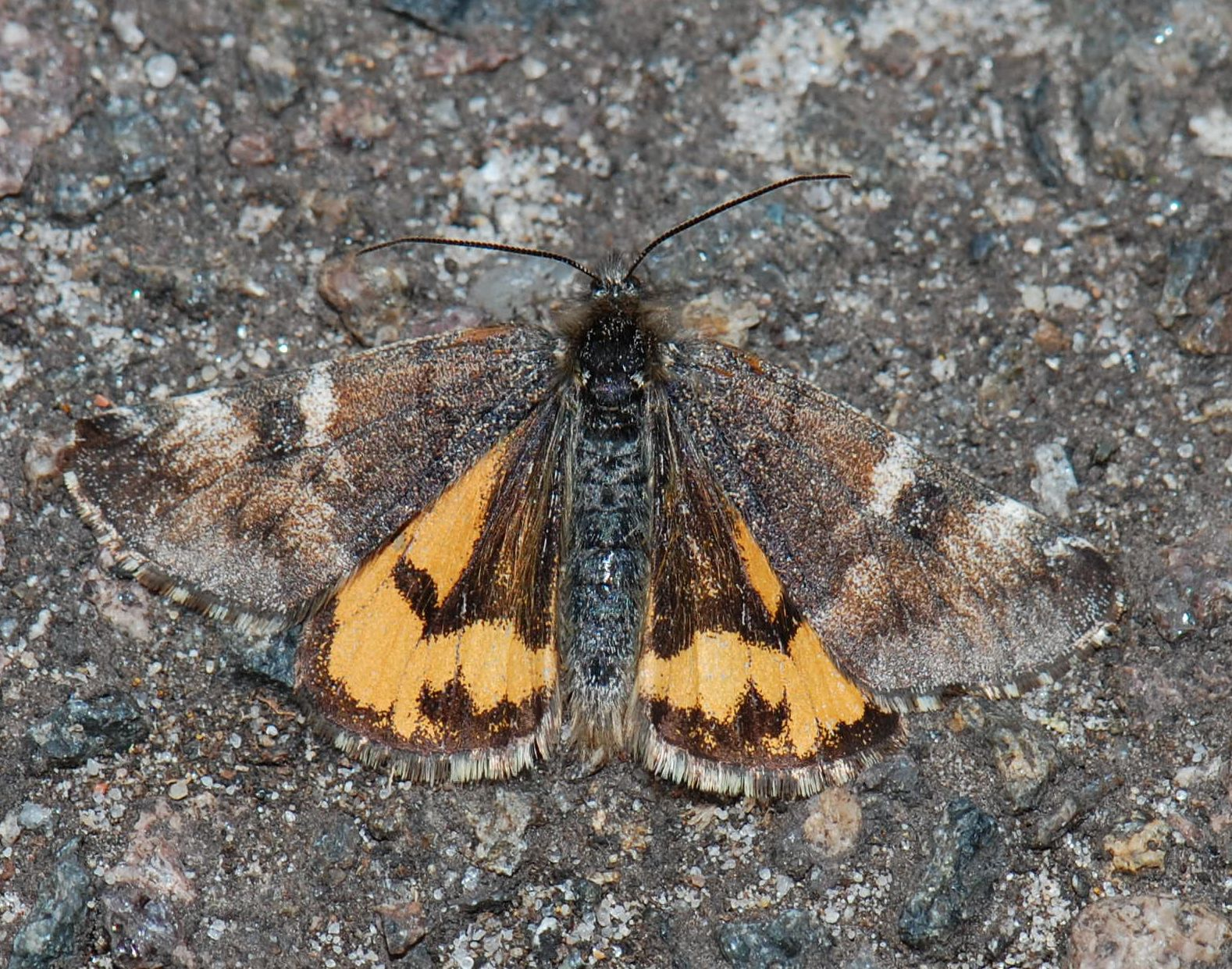
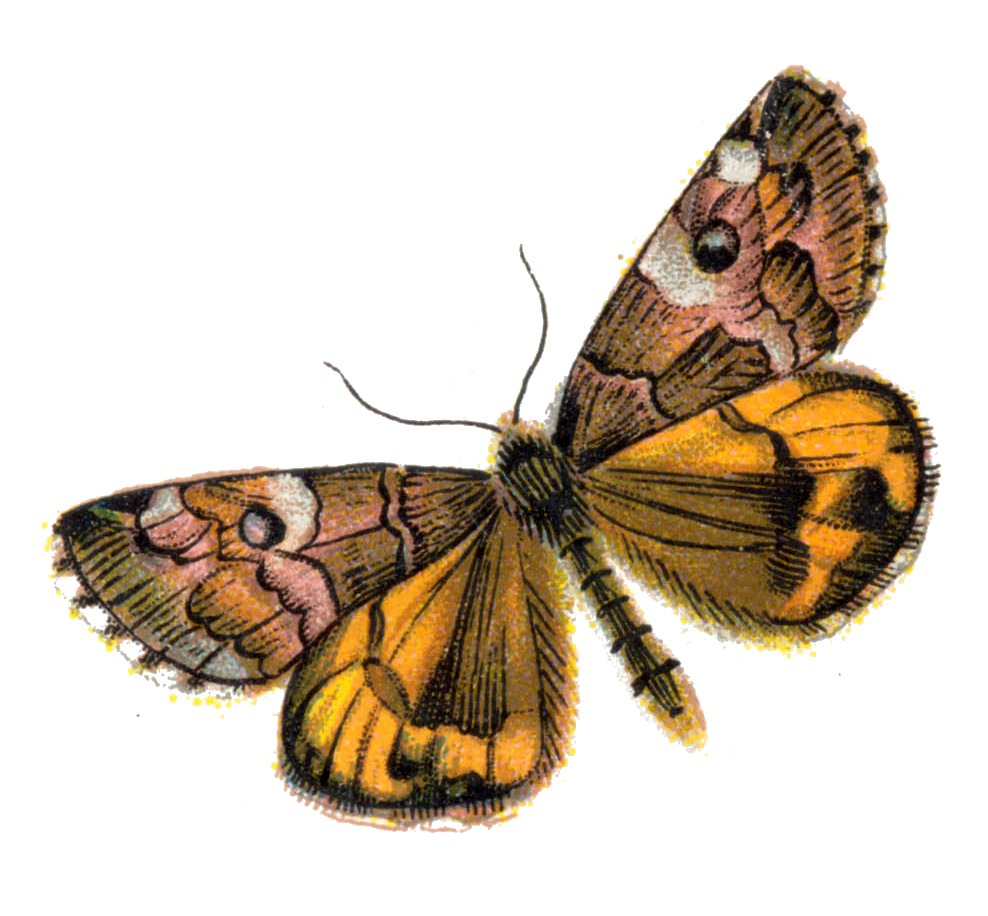
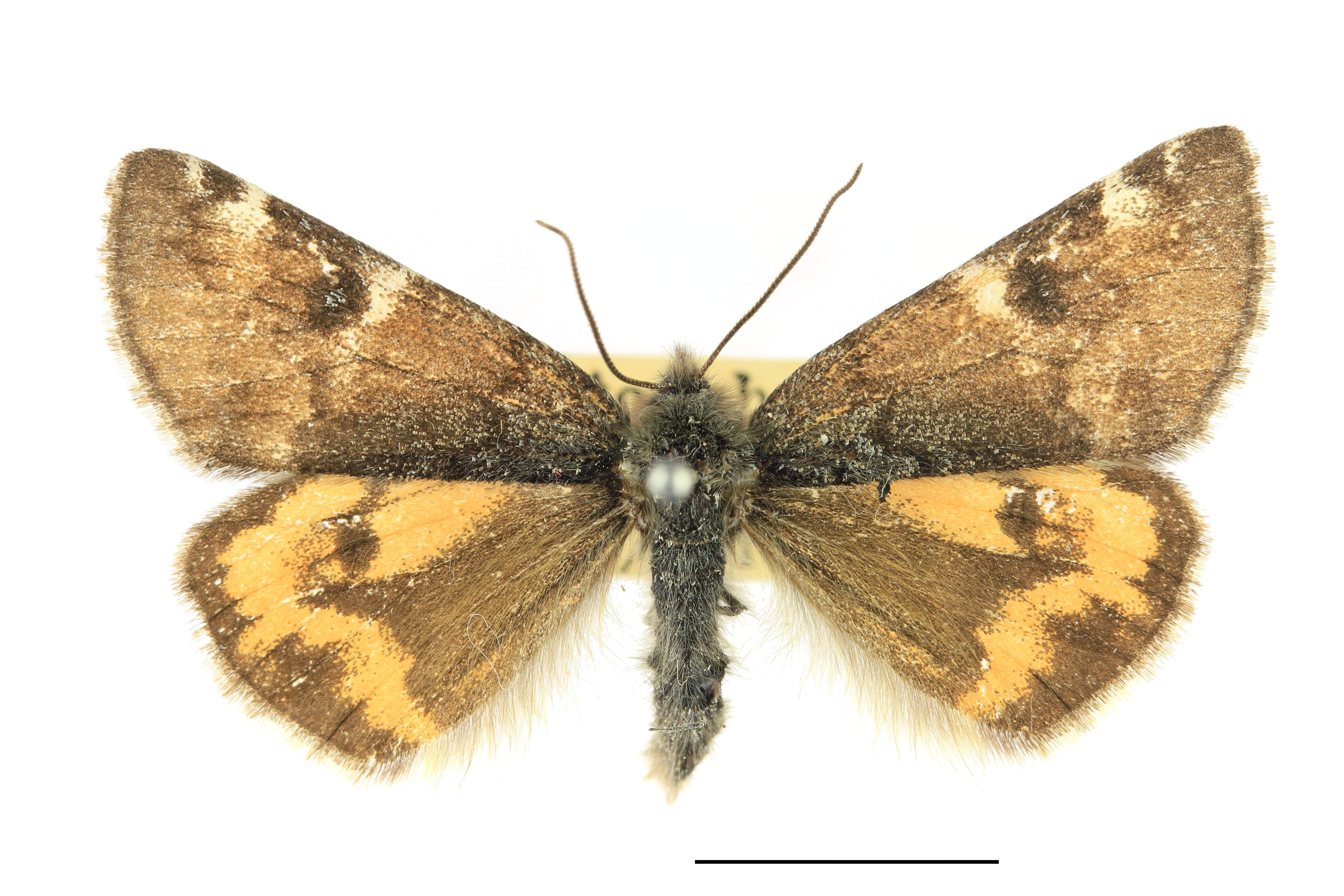
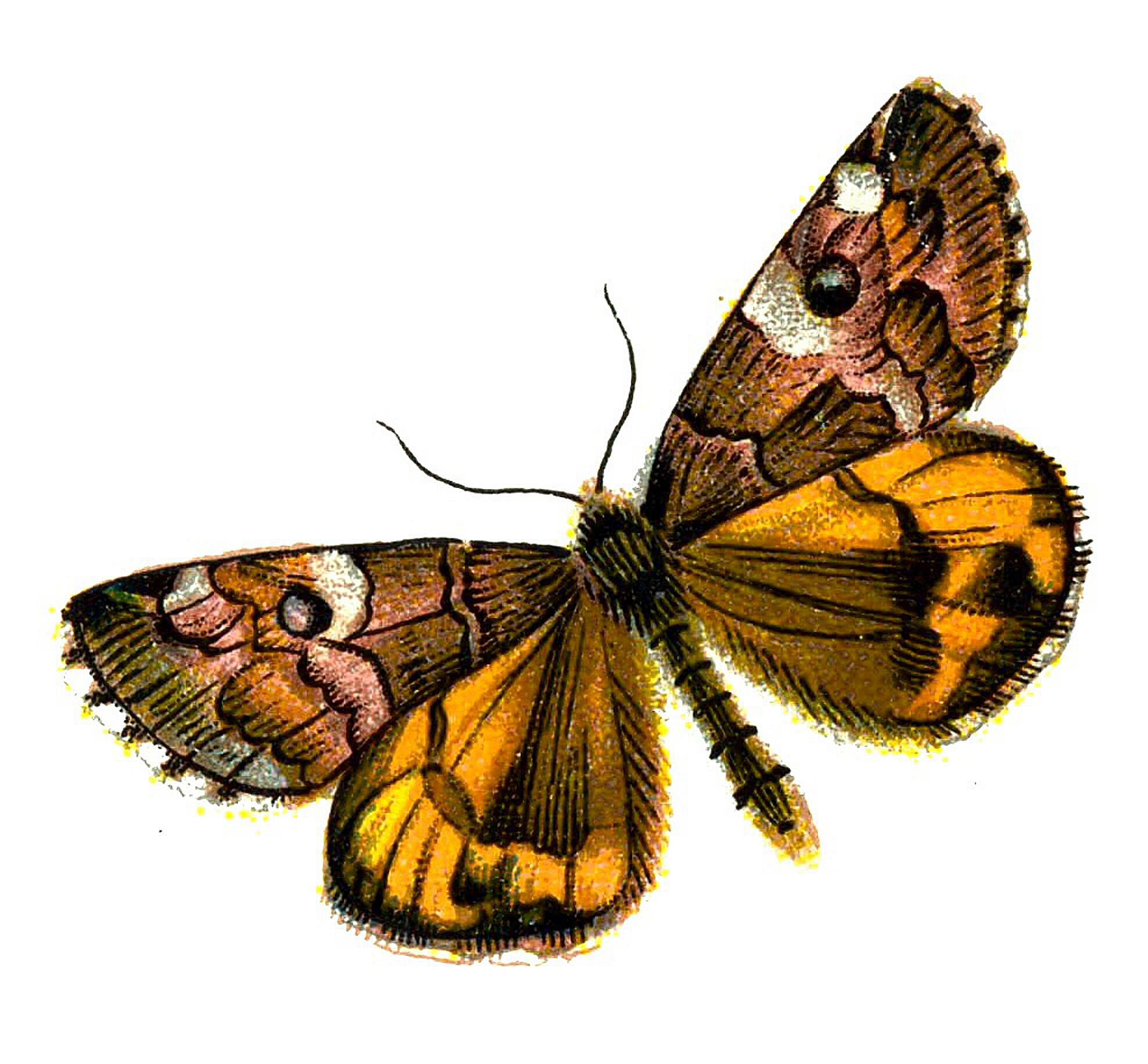